# Clarks Fork Yellowstone River
O Rio: Clarks Fork Yellowstone é um afluente do rio Yellowstone, 241 km de comprimento nos Estados Unidos na cidade de Montana.
Ele se levantou no sul de Montana, na Floresta Nacional de Shoshone nas montanhas Beartooth, aproximadamente 6 km a nordeste no Condado de Cooke e sudoeste de Granite Peak. Flui para o sudeste na floresta nacional do Shoshone em Wyoming noroeste, leste do parque nacional de Yellowstone, então para trás do nordeste em Montana. Ele passa Belfry, Bridger, Fromberg e Edgar, e se junta ao Yellowstone cerca de 3 km a sudeste de Laurel.
O rio Clarks Fork Yellowstone, ficado situado em Montana, Idaho e em Wyoming.